# Slagelse
Slagelse är en tätort och stad som utgör centralort i Slagelse kommun i Region Själland i östra Danmark. Tätorten hade 33 433 invånare 2017. Den ligger på västra delen av ön Själland, nära staden Korsör och Stora Bält.
Slagelse är känt bland annat för att den blivande författaren H.C. Andersen under en tid gick i latinskolan där.

## Näringsliv och kommunikationer
Slagelse är en viktig handels-, utbildnings- och industristad; här finns verkstads-, livsmedels-, och konfektionsindustri. Syddansk Universitet har ett campus i staden. 
Staden ligger vid huvudförbindelserna mellan Själland och västra Danmark; motorvägen E20 och järnvägslinjen Vestbanen mellan Köpenhamn och Korsør. Dessutom utgår regionaltågslinjen Høng–Tølløse Jernbane från Slagelse.

## Historia
Slagelse var redan under Knut den store myntort och fick stadsprivilegier 1280. Hellig Anders var enligt sägnen präst i Slagelse och skaffade staden dess stora jordar. År 1376 blev Olof III, drottning Margaretas son, vald till kung på en herredag där. Slagelse var fram till 1600-talet en av Danmarks viktigaste städer, men tappade därefter i betydelse. Sedan man drog järnväg till staden under andra halvan av 1800-talet växte Slagelse åter och upplevde kraftig industrialisering.

## Landmärken
I Slagelse finns flera välbevarade medeltidskyrkor, däribland Sankt Mikkels Kirke, som är en av Danmarks äldsta tegelkyrkor. Väster om staden, i Tudeå, ligger vikingaborgen Trelleborg. I utkanten av staden ligger gården Liselund.

## Idrott
Fotbollsklubben FC Vestsjælland är från Slagelse.

## Kända personer
- Ole Ritter, cyklist